# Mực nước
Mực nước là độ cao của mặt nước nơi quan sát so với mặt nước biển, được tính Centimét(cm). Để quan trắc mực nước người ta thường dùng hệ thống cọc, thước và máy tự ghi.